# Missouri Valley (Iowa)
Missouri Valley es una ciudad ubicada en el condado de Harrison en el estado estadounidense de Iowa. En el Censo de 2010 tenía una población de 2838 habitantes y una densidad poblacional de 350,42 personas por km².

## Geografía
Missouri Valley se encuentra ubicada en las coordenadas 41°33′28″N 95°54′9″O / 41.55778, -95.90250. Según la Oficina del Censo de los Estados Unidos, Missouri Valley tiene una superficie total de 8.1 km², de la cual 8.1 km² corresponden a tierra firme y (0%) 0 km² es agua.

## Demografía
Según el censo de 2010, había 2838 personas residiendo en Missouri Valley. La densidad de población era de 350,42 hab./km². De los 2838 habitantes, Missouri Valley estaba compuesto por el 97.6% blancos, el 0.32% eran afroamericanos, el 0.32% eran amerindios, el 0.11% eran asiáticos, el 0% eran isleños del Pacífico, el 0.46% eran de otras razas y el 1.2% pertenecían a dos o más razas. Del total de la población el 2.15% eran hispanos o latinos de cualquier raza.